# Anchon vietnamensis
Anchon vietnamensis är en insektsart som beskrevs av Chou 1980. Anchon vietnamensis ingår i släktet Anchon och familjen hornstritar. Inga underarter finns listade i Catalogue of Life.